# Zwischensehne
Unter Zwischensehnen (Intersectiones tendineae) versteht man in der Anatomie solche Sehnen, die Muskeln quer zur Muskelfaser in verschiedene Bereiche aufteilen. Sehnen verbinden normalerweise Muskeln mit Knochen. Zwischensehnen haben dagegen keinen Kontakt zu Knochen, sondern sind ausschließlich die Ansatzstellen von Muskelfasern.
Die wohl bekanntesten Zwischensehnen sind für den sogenannten Waschbrettbauch verantwortlich. Es handelt sich um die des geraden Bauchmuskels, der durch mehrere Zwischensehnen in einzelne Muskelbäuche unterteilt wird. Sichtbar sind in der Regel zwei dieser Intersectiones tendineae und damit drei Muskelbäuche. Neben dem Musculus rectus abdominis kommen Zwischensehnen regelmäßig auch beim Musculus digastricus und dem Musculus omohyoideus vor. Ansonsten treten sie gelegentlich als Normvariante auch an anderen Muskeln auf.
Bei den meisten Haustieren ist auch das Schlüsselbein zu einem Sehnenstreifen (Intersectio clavicularis) im Musculus brachiocephalicus reduziert, der ebenfalls als Zwischensehne zwischen den beiden Muskelanteilen, Musculus cleidobrachialis und cleidocephalicus, angesehen werden kann.